# Pediobius termerus
Pediobius termerus är en stekelart som först beskrevs av Walker 1839.  Pediobius termerus ingår i släktet Pediobius och familjen finglanssteklar. Arten är reproducerande i Sverige. Inga underarter finns listade i Catalogue of Life.